# Liste d'animaux ayant obtenu un diplôme destiné aux humains
Cette liste d'animaux ayant obtenu des diplômes humains comprend des animaux non humains qui ont été soumis en tant que candidats à des usines à diplômes présumées, qui y ont été admis et qui ont obtenu un diplôme, comme le rapportent des sources fiables. Les animaux sont souvent utilisés comme un dispositif pour démontrer clairement les normes laxistes ou les activités frauduleuses des institutions d'attribution. Dans au moins un cas, le diplôme obtenu par un chat a permis de mener à bien une poursuite pour fraude contre l'institution qui l'avait délivré.
À l'occasion, des établissements accrédités peuvent avoir décerné des diplômes fictifs à des animaux à des fins humoristiques (par exemple, l'Université de Nouvelle-Galles du Sud a décerné un « dogtorate » (pas un doctorat ) à un chien), auquel cas leur diplôme n'est pas inclus ci-dessous.

## Chats

### Colby Nolan (MBA)
Colby Nolan était un chat domestique qui a obtenu en 2004 un Master of Business Administration (MBA) auprès de la Trinity Southern University, une usine à diplômes basée à Dallas, déclenchant une poursuite pour fraude par le bureau du procureur général de Pennsylvanie.
Colby Nolan vivait avec un procureur général adjoint. En cherchant à exposer la fraude de l'Université Trinity Southern, certains agents infiltrés ont demandé au félin de six ans d'obtenir un bachelor en administration des affaires pour 299 $. Sur le formulaire d'inscription de l'animal, les agents ont affirmé que le chat avait déjà suivi des cours dans un collège communautaire, travaillé dans un restaurant de restauration rapide, gardé des enfants et entretenu un journal. En réponse, l'institution a informé Colby qu'en raison de l'expérience de travail indiquée sur sa demande, il était admissible à un MBA pour cadres, qu'il pouvait obtenir pour 100 $ de plus. La transcription soumise par les agents affirmait que Colby avait une moyenne cumulative de 3,5/6.
Après avoir appris que le chat avait obtenu le diplôme, le procureur général de Pennsylvanie, Jerry Pappert, a déposé une plainte contre l'Université Trinity Southern. Lors du procès, Pappert a ordonné à l'usine à diplômes, qui avait utilisé des courriers indésirables pour vendre des diplômes, de dédommager quiconque leur avait commandé un diplôme.
En décembre 2004, le procureur général du Texas a obtenu une ordonnance d'interdiction temporaire en vertu de la loi sur les pratiques commerciales trompeuses du Texas contre Trinity Southern et ses propriétaires, Craig B. Poe et Alton S. Poe. Le tribunal a également ordonné le gel des avoirs de l'école. En mars 2005, les Poe ont été condamnés à des amendes de plus de 100 000 $ par le tribunal et ont reçu l'ordre de ne pas commercialiser ou promouvoir des programmes diplômants frauduleux et de qualité inférieure, ou de représenter leur université comme étant accréditée ou affiliée à des universités légitimes,. Il a été rapporté que les Poe étaient également associés à la Wesleyan International University et à la Prixo Southern University. Le site Web de la Trinity Southern University est hors ligne depuis 2005.

### George (inscription pour la pratique de l'hypnothérapie)
En 2009, George, un chat appartenant à Chris Jackson (présentateur de l'émission de la BBC Inside Out North East & Cumbria ), a été enregistré en tant qu'hypnothérapeute après que son propriétaire a créé un faux certificat d'une institution inexistante et l'a utilisé pour s'inscrire auprès de trois organisations professionnelles : le British Board of Neuro Linguistic Programming, la United Fellowship of Hypnotherapys et la Professional Hypnotherapy Practitioner Association.

### Kitty O'Malley (diplôme d'études secondaires)
En 1973, le journal The Ledger  de Lakeland, Floride, a obtenu un diplôme d'études secondaires de la Washington High Academy pour Kitty O'Malley, un chat également connu sous le nom de Spanky. Quand le diplôme a été jugé insuffisant pour permettre à Kitty d'être admis dans les collèges locaux, le bureau du procureur général de l'État a prévu d'enquêter sur l'institution.

### Oliver Greenhalgh (bourse de société professionnelle d'évaluation immobilière)
Le 10 décembre 1967, le Times rapporta qu'Oliver Greenhalgh avait été accepté comme fellow de l'Association anglaise des agents immobiliers et des évaluateurs, après un paiement de onze guinées. Ses deux références n'avaient pas été vérifiées. Oliver était un chat appartenant à Michael Greenhalgh, un cadreur de Television Wales and the West, qui menait une enquête sur de fausses associations professionnelles,.

### Oreo Collins (diplôme d'études secondaires)
Oreo C. Collins (né vers 2007) est un chat smoking qui a acquis une notoriété lorsqu'elle a reçu un diplôme de la Jefferson High School Online en 2009, bien que son âge ait été déformé pour se qualifier. Il s'agissait d'une opération d'enquête menée par le Better Business Bureau de Géorgie centrale dirigée par Kelvin Collins, le propriétaire d'Oreo.

### Zoe D. Katze (certifications psychothérapeute et hypnothérapie)
Zoe D. Katze ("Zoe le chat" en allemand) était un chat domestique appartenant au psychologue Steve KD Eichel. Vers 2001, Eichel a obtenu une certification de psychothérapie pour son chat de l'American Psychotherapy Association et plusieurs références en hypnothérapie d'autres organisations,. La certification de Zoe a été citée dans plusieurs livres et articles sur les escroqueries à l'accréditation, et est parue dans les programmes de psychologie et de médecine légale. Eichel a également été consultant pour l'enquête de la BBC qui a conduit à la certification de George le chat par plusieurs associations d'hypnose britanniques.

## Chiens

### Chester Ludlow (MBA)
En 2009, Chester Ludlow, un carlin du Vermont, a obtenu un MBA de l'Université de Rochville . Son propriétaire a présenté une demande et 499 $ US et a reçu « un diplôme, deux ensembles de relevés de notes, un certificat de distinction en finance et un certificat d'adhésion au conseil étudiant ».

### Lulu (diplôme universitaire)
En 2010, dans le cadre de l'affaire BSkyB Ltd & Anor v HP Enterprise Services UK Ltd & Anor, Mark Howard, membre de l'équipe juridique de BSkyB a obtenu un diplôme pour son chien Lulu auprès du Concordia College aux Îles Vierges des États-Unis. Lulu « a obtenu son diplôme » avec des notes plus élevées que le témoin clé de l'accusé, qui, selon le juge, avait menti en disant qu'il avait suivi des cours pour son MBA auprès de Concordia,. Dans la communauté juridique, l'histoire du MBA du témoin est décrite comme « infâme » et comme une mise en garde sur la gestion de la supervision.

### Maxwell Sniffingwell (diplôme de thériogénologie/reproduction animale)
En 2009, le Docteur Ben Mays, un vétérinaire à Clinton, Arkansas, a obtenu un diplôme en « thériogénologie/reproduction animale » de l'Université de Belford au nom d'un bouledogue anglais nommé Maxwell Sniffingwell. La candidature incluait son travail en tant que spécialiste de la reproduction, notant ses « capacités naturelles en thériogénologie », « un travail expérimental avec des félins » et sa compréhension des mérites de la spécialisation malgré une volonté de « faire tout ». Il a obtenu un diplôme, un relevé de notes et une lettre de recommandation sur réception d'un paiement de 549 $ à l'université, mais a refusé une offre d'obtenir un diplôme spécialisé pour 75 $ de plus.

### Molly (diplôme d'études secondaires)
En février 2012, dans un article sur les usines à diplômes locales publié par la station de télévision de Houston KHOU, les journalistes ont obtenu un diplôme d'études secondaires et un relevé de notes officiel de la Lincoln Academy pour le basset de leur photographe Molly pour 300 $ après avoir rempli un test à effectuer à la maison « facile à faire » et « risible ». Selon un défenseur de l'enseignement à domicile, la Lincoln Academy et d'autres écoles profitaient indûment d'une loi du Texas qui interdit la discrimination par les collèges et universités publics à l'encontre des étudiants scolarisés à domicile.

### Ollie (éditeur associé de revues médicales)
En 2017, Mike Daube, un expert en santé publique en Australie-Occidentale, a « réinventé » sa chienne Ollie sous le nom de Dr Olivia Doll. Il a composé des références dont celle de « ancien associé du Shenton Park Institute for Canine Refuge Studies » (où elle était chien de sauvetage) et a soumis sa candidature pour des postes sur les comités de rédaction de certaines revues médicales prédatrices. Plusieurs ont accepté sa candidature et le Global Journal of Addiction and Rehabilitation Medicine l'a nommée rédactrice en chef adjointe.

### Pete (MBA)
L'Université américaine de Londres a offert à Pete, un lurcher à poils courts mâle de quatre ans habitant Londres un MBA pour 4 500 £ sans nécessiter de cours. L'émission d'actualités BBC Newsnight a rapporté en 2013 que le chien, nommé « Peter Smith » sur le faux CV d'un consultant en gestion, s'était vu proposer un MBA par l'Accreditation of Previous Experiential Learning (comité de validation des acquis) de l'université, quatre jours seulement après avoir postulé pour le cours, et ce malgré son « expérience de travail inventée et un diplôme de premier cycle fictif ».

### Sonny (diplôme de médecine)
L'épisode du 30 mai 2007 de l'émission humoristique de l'Australian Broadcasting Corporation, The Chaser's War on Everything, a documenté le travail de Chas Licciardello, un des hôtes, postulant en ligne et obtenant un diplôme de médecine pour son chien Sonny auprès de l'usine à diplômes Ashwood University. L'« expérience professionnelle » de Sonny incluait « une expérience significative en proctologie en reniflant les fesses d'autres chiens »,. L'Université Ashwood a depuis été répertoriée comme fournisseur de diplômes non-accrédités dans les États américains du Michigan, de l'Oregon et du Texas.

### Wally (associate degree)
En 2004, la chaîne de télévision WRGB localisée à Albany, New York, a publié un reportage dans lequel le journaliste Peter Brancato a postulé et obtenu un associate degree auprès de l'Université d'Almeda au nom de son chien Wally . Sur le formulaire d'application, Brancato a indiqué : « Joue avec les enfants tous les jours... leur apprend à mieux interagir les uns avec les autres [...] Leur apprend des responsabilités comme nourrir le chien ». L'Université d'Almeda a accordé à Wally le diplôme « développement de l'enfance » du fait de son « expérience de vie ». Après la diffusion du reportage, l'Université d'Almeda a protesté contre le fait que Brancato s'était parjuré en créant une fausse identité en utilisant un nom et une date de naissance fabriqués. Dans une déclaration publique, un représentant de l'Université d'Almeda a écrit : « Il a rempli une demande qui comprenait les éléments suivants : huit ans de tutorat pour les enfants de la maternelle, la conception et le développement de programmes d'études, l'enseignement des compétences d'adaptation et l'encadrement de bénévoles ». En mars 2008, Wally a figuré dans une caricature politique de la campagne à la mairie de Lake Geneva, dans le Wisconsin, avec une bulle de dialogue indiquant « J'ai obtenu mon diplôme avec Bill Chesen », faisant référence au baccalauréat du candidat Chesen à l'Université Almeda.

## Voir également
- F. D. C. Willard, un chat au nom duquel des articles scientifiques ont été publiés
- Candidats électoraux non humains